# For the People
For the People – amerykański serial telewizyjny (dramat prawniczy) wyprodukowany przez Shondaland, Davies Heavy Industries oraz ABC Studios, którego twórcą jest Paul William Davies. Serial był emitowany od 13 marca 2018 roku do 16 maja 2019 roku na ABC.
10 maja 2019 roku, stacja ABC ogłosiła zakończenie produkcji serialu po dwóch sezonach.
Serial opowiada o pracy i życiu prywatnym dwóch młodych prawników: Sandrze Bell oraz  Allison Adams, które muszą się zmierzyć z dużymi sprawami federalnymi.

## Obsada
- Ben Shenkman jako Roger Gunn[3]
- Susannah Flood jako  Kate Littlejohn[4]
- Regé-Jean Page jako Leonard Knox[5]
- Ben Rappaport jako  Seth Oliver[6]
- Hope Davis jako Jill Carlan[5]
- Britt Robertson jako  Sandra Bell[7]
- Jasmin Savoy Brown jako Allison Adams[8]
- Wesam Keesh jako Jay Simmons[9]
- Vondie Curtis-Hall jako Nicholas Byrne[5]
- Anna Deavere Smith jako Tina Krissman[6]

## Odcinki
| Sezon | Odcinki | Oryginalna emisja w ABC | Oryginalna emisja w ABC |
| Sezon | Odcinki | Premiera sezonu         | Finał sezonu            |
| ----- | ------- | ----------------------- | ----------------------- |
| 1     | 10      | 13 marca 2018           | 22 maja 2018            |
| 2     | 10      | 7 marca 2019            | 16 maja 2019            |

### Sezon 1 (2018)
| #  | Nr | Tytuł                        | Reżyseria                | Scenariusz                  | Premiera w ABC   |
| -- | -- | ---------------------------- | ------------------------ | --------------------------- | ---------------- |
| 1  | 1  | Pilot                        | Tom Verica               | Paul William Davies         | 13 marca 2018    |
| 2  | 2  | Rahowa                       | Mark Tinker              | Donald Todd                 | 20 marca 2018    |
| 3  | 3  | 18 Miles Outside of Roanoke  | Tom Verica               | Eli Attie                   | 27 marca 2018    |
| 4  | 4  | The Library Fountain         | Nzingha Stewart          | Elizabeth Craft, Sarah Fain | 3 kwietnia 2018  |
| 5  | 5  | World's Greatest Judge       | Andrew Bernstein         | Zahir McGhee                | 10 kwietnia 2018 |
| 6  | 6  | Everybody's a Superhero      | P.J. Pesce               | Michelle Lirtzman           | 17 kwietnia 2018 |
| 7  | 7  | Have You Met Leonard Knox?   | Daisy von Scherler Mayer | Paul William Davies         | 1 maja 2018      |
| 8  | 8  | Flippity-Flop                | Nicole Rubio             | Karine Rosenthal            | 8 maja 2018      |
| 9  | 9  | Extraordinary Circumstances  | Steph Green              | Celia Finkelstein           | 15 maja 2018     |
| 10 | 10 | This is What I Wanted to Say | Tom Verica               | Paul William Davies         | 22 maja 2018     |

### Sezon 2 (2019)
| #  | Nr | Tytuł                              | Reżyseria       | Scenariusz            | Premiera w ABC   |
| -- | -- | ---------------------------------- | --------------- | --------------------- | ---------------- |
| 11 | 1  | First Inning                       | Tom Verica      | Paul William Davies   | 7 marca 2019     |
| 12 | 2  | This is America                    | Kevin Dowling   | Paul William Davies   | 14 marca 2019    |
| 13 | 3  | Minimum Continuing Legal Education | Amanda Marsalis | Eli Attie             | 21 marca 2019    |
| 4  | 4  | The Vast, Immovable Object         | Keith Boak      | Karine Rosenthal      | 28 marca 2019    |
| 15 | 5  | One Big Happy Family               | Claudia Yarmy   | Michelle Lirtzman     | 4 kwietnia 2019  |
| 16 | 6  | You Belong Here                    | DeMane Davis    | Zahir McGhee          | 11 kwietnia 2019 |
| 17 | 7  | The Boxer                          | Jim McKay       | Kristin Newman        | 18 kwietnia 2019 |
| 18 | 8  | Moral Suasion                      | Valerie Weiss   | Chelsea Grate         | 2 maja 2019      |
| 19 | 9  | Who are we now?                    | Daisy Mayer     | Alexander Newman-Wise | 9 maja 2019      |
| 20 | 10 | A Choice Between Two Things        | Tom Verica      | Paul William Davies   | 16 maja 2019     |

## Produkcja
Pod koniec stycznia 2017 roku, stacja ABC ogłosiła zamówienie pilotowego odcinka dramatu.
W lutym 2017 roku ogłoszono, że do obsady dołączyli:Ben Rappaport jako Seth Oliver, Anna Deavere Smith jako Tina Krissman, Wesam Keesh jako Jay Simmons, Susannah Flood jako  Kate Littlejohn, Regé-Jean Page jako Leonard Knox, Vondie Curtis-Hall jako Nicholas Byrne, Regé-Jean Page jako Leonard Knox  oraz Ben Shenkman jako Roger Gunn.
12 maja 2017 roku, stacja ABC ogłosiła zamówienie pierwszego sezonu, który zadebiutuje w sezonie telewizyjnym 2017/2018.
Pod koniec lipca 2017 roku, poinformowano, że jedną z głównych ról zagra Britt Robertson.
W kolejnym miesiącu do obsady dołączyła Jasmin Savoy Brown wcieli się w rolę Allison Adams.
12 maja 2018 roku, stacja ABC ogłosiła zamówienie drugiego sezonu.
W dniu 9 maja 2019 roku, ABC poinformowało o anulowaniu produkcji.